# Giro del Friuli 1982
Il Giro del Friuli 1982, nona edizione della corsa, si svolse il 30 luglio 1982 su un percorso di 238 km, con partenza da Tolmezzo e arrivo a Pordenone. La vittoria fu appannaggio dell'italiano Guido Bontempi, che completò il percorso in 5h54'55", alla media di 40,235 km/h, precedendo i connazionali Giuseppe Saronni e Luigi Ferreri.

## Ordine d'arrivo (Top 10)
| Pos. | Corridore           | Squadra                 | Tempo    |
| ---- | ------------------- | ----------------------- | -------- |
| 1    | Guido Bontempi      | Inoxpran-Pentole Posate | 5h54'55" |
| 2    | Giuseppe Saronni    | Del Tongo-Colnago       | s.t.     |
| 3    | Luigi Ferreri       | Hoonved-Bottecchia      | s.t.     |
| 4    | Pierino Gavazzi     | Atala-Campagnolo        | s.t.     |
| 5    | Giuseppe Martinelli | Selle San Marco         | s.t.     |
| 6    | Noël Dejonckheere   | Gis-Gelati              | s.t.     |
| 7    | Francesco Moser     | Famcucine-Campagnolo    | s.t.     |
| 8    | Silvano Riccò       | Atala-Campagnolo        | s.t.     |
| 9    | Emanuele Bombini    | Hoonved-Bottecchia      | s.t.     |
| 10   | Luigi Trevellin     | Selle San Marco         | s.t.     |